# Gennaro Pasquariello
(Ferdinando Russo)
Gennaro Pasquariello, noto anche solo come Pasquariello (Napoli, 8 settembre 1869 – Napoli, 26 gennaio 1958), è stato un cantautore e attore teatrale italiano.
Insieme a Salvatore Papaccio e a Vittorio Parisi, era noto per essere una delle tre "P" della canzone napoletana.

## Biografia
Gennaro Pasquariello nacque a Napoli l'8 settembre 1869 e, sebbene lavorasse fin da piccolo come aiuto sarto nella bottega del padre, coltivò sempre l'amore per il teatro e il canto. Frequentato solo per alcuni mesi l'Istituto di Belle Arti, a soli tredici anni cominciò a esibirsi come cantante. Firmò il suo primo contratto a diciotto anni e nonostante un fisico poco adatto al ruolo conquistò il pubblico con uno stile canoro sobrio e pulito che all'occorrenza diventava trascinante.
Dopo una lunga gavetta nei caffè di Napoli e nei teatri più scalcagnati, nel 1898 formò una sua compagnia con la quale girovagò in vari paesi, finché, nel 1902, ottenne il suo primo lavoro da attore a Milano, e fu la sua fortuna.
I migliori autori napoletani scrissero per lui, dai fratelli Giambattista ed Ernesto De Curtis a Ernesto Murolo fino a Libero Bovio, che insieme a Ferdinando Albano compose Zappatore, portata al successo nel 1928 da Pasquariello molto prima di Mario Merola.
Lanciò anche la notissima 'O surdato 'nnammurato di Enrico Cannio e Aniello Califano, pubblicata nel 1915.
Tra i suoi successi anche la popolarissima Balocchi e profumi di E. A. Mario, pseudonimo di Giovanni Ermete Gaeta - lanciata dal cantante al Teatro Eden di Napoli nel 1928 - Rundinella (Galdieri-Spagnolo), Quann'ammore vo' filà (Murolo-Tagliaferri), Mandulinata a mare (Califano-Buongiovanni) , Marechiare, musicata nel 1885 da Francesco Paolo Tosti su versi di Salvatore Di Giacomo e 'A casciaforte (Mangione-Valente).
In quel periodo le canzoni si lanciavano con le "copielle", fogli volanti sui quali venivano stampati i testi, e le "periodiche" rappresentavano i palcoscenici. L'inaugurazione del Salone Margherita (1890) coincide pressappoco con l'inizio della carriera di Gennaro Pasquariello, Elvira Donnarumma e altri.
Nel 1930 ebbe la nomina a Commendatore della Corona d'Italia. In seguito sposò Vincenzina Romeo, che gli diede quattro figli.
Ma Gennaro Pasquariello non fu solo un interprete, scrisse lui stesso canzoni o ne suggerì gli spunti agli autori a lui vicini, alternando macchiette comiche e travestimenti a melodie struggenti, e diventò con il suo spettacolo uno degli artisti più pagati d'Europa. Nel 1950, quando annunciò la sua ultima apparizione durante la Festa di Piedigrotta, era ancora famosissimo e benestante, ma l'inflazione del dopoguerra ridusse a niente le grandi somme accumulate nel corso della carriera. Ritiratosi a vita privata in una casa in via dei Mille, a Napoli, gli venne in aiuto una sottoscrizione aperta dalla Presidenza del Consiglio e un sussidio mensile della Società Italiana Autori Editori, con il quale sopravvisse fino al 26 gennaio 1958 quando morì, colpito da ictus cerebrale, circondato dai figli.

## Discografia parziale

Pasquariello canta Suspiranno per il Secondo Programma Rai, con Roberto Murolo come suggeritore, 1952

### 78 giri
- 1924: 'O libro 'e l'ammore/'O belvedere (Phonotype, 4174)
- 1924: Vide Napule/Appassiunata (Phonotype, 4175)
- 1924: Le donne son così/Quanno 'o bene è overo bene (Phonotype, 4176)
- 1924: Staie pe' te perdere/Canti del villaggio (Phonotype, 4193)